# Брентон Кабельйо
Брентон Кабельйо (26 вересня 1981) — іспанський плавець.
Учасник Олімпійських Ігор 2008 року.